# Município de Ridgefield (condado de Huron, Ohio)
O município de Ridgefield (em inglês: Ridgefield Township) é um município localizado no condado de Huron no estado estadounidense de Ohio. No ano de 2010 tinha uma população de 2.329 habitantes e uma densidade populacional de 35,07 pessoas por km².

## Geografia
O município de Ridgefield encontra-se localizado nas coordenadas 41° 16′ 20″ N, 82° 40′ 42″ O. Segundo a Departamento do Censo dos Estados Unidos, o município tem uma superfície total de 66.41 km², da qual 65,99 km² correspondem a terra firme e (0,63 %) 0,42 km² é água.

## Demografia
Segundo o censo de 2010, tinha 2.329 habitantes residindo no município de Ridgefield. A densidade populacional era de 35,07 hab./km². Dos 2.329 habitantes, o município de Ridgefield estava composto pelo 97,17 % brancos, o 0,13 % eram afroamericanos, o 0,09 % eram amerindios, o 0,64 % eram de outras raças e o 1,98 % eram de uma mistura de raças. Do total da população o 2,32 % eram hispanos ou latinos de qualquer raça.